# Kurdologie
Die Kurdologie bezeichnet eine Wissenschaft, die sich mit der Erforschung des Volkes der Kurden befasst. Wie die Perser und die Afghanen gehören auch die Kurden zu den iranischen Volksgruppen und leben primär in den heutigen Staaten Türkei, Iran, Irak, Syrien und Armenien. Den bekanntesten Wissenschaftlern auf dem Feld der Kurdologie zählen Wladimir Minorski und Mohammad Mokri, die sich unter anderem mit der kurdischen Sprache befassten.

## Kurdologie in Europa

### Anfänge
Europa wurde zum ersten Mal durch Dominikaner mit den Kurden bekannt. Anfangs waren es Italiener, die auch im Auftrag des Vatikans Forschungen über die Kurden trieben. Der Mönch Domenico Lanza lebte zwischen 1753 und 1771 bei Mosul und veröffentlichte ein Buch mit dem Titel Compendiose realizione istorica dei viaggi fatti dal Padre Domenico Lanza dell'Ordine dei Predicatori de Roma in Oriente dall'anno 1753 al 1771. Der Missionar und Reisende Maurizio Garzoni verbrachte 20 Jahre bei den Kurden von Amediye und Mosul. Er verfasste zwischen den Jahren 1764 und 1770 ein italienisch-kurdisches Wörterbuch mit etwa 4500 Worten. Das Werk wurde 1787 in Rom unter dem Titel Grammatica e Vocabolario della Lingua Kurdi veröffentlicht. Mit dem wachsenden Interesse Europas am Osmanischen Reich wurden noch andere Personen auf die Kurden aufmerksam. Garzonis Buch wurde 1826 wieder aufgelegt. Das erste europäische Buch, das sich mit der Religion der Kurden beschäftigte, erschien 1818 in Neapel. Es hieß Storia della regione del Kurdistan e delle sette di religione ivi esistenti und wurde von Giuseppe Camapanile geschrieben. Der italienische Missionar und Forscher Alessandro de Bianchi veröffentlichte 1863 ein Buch über kurdische Kultur, Traditionen und Geschichte.

### Deutsche Forschungen
Die älteste Erwähnung der Kurden in einem deutschen Werk stammt von Johann Schitberger aus dem Jahr 1473. 1799 erwähnt Johann Adam Bergk in seiner Länderkunde auch die Kurden. Andere deutsche Werke sind Reise nach Persien und dem Land der Kurden von Moritz Wagner aus dem Jahr 1852. Helmuth von Moltke schrieb im Zuge seines Aufenthaltes im Osmanischen Reich auch über Kurden in seinem Werk Briefe über die Zustände und Begebenheiten in der Türkei. Die Kurden fanden auch in die Literatur Eingang. Das prominenteste Beispiel ist Karl Mays Durchs wilde Kurdistan von 1892. Der Zeitraum von 1840 bis 1930 war der fruchtbarste Abschnitt der Kurdologie in Deutschland. Deutschland war zu der Zeit das Zentrum der Kurdologie in Europa. Bedingt durch seine guten Beziehungen zum Osmanischen Reich, dem es bei der Reformierung der Armee und dem Bau der Bagdadbahn half, hatten deutsche Forscher einen guten Zugang zum Reich und dessen Bewohnern.
Die Humboldt-Universität zu Berlin unterhielt jahrelang einen kurdischen Lehrstuhl. Derzeit kann – ohne Anspruch auf Vollständigkeit – auf Angebote am Institut für Kurdologie - Wien, den Studienschwerpunkt Kurdologie in der Iranistik der  Universität Göttingen, der "Mustafa Barzani Arbeitsstelle für Kurdische Studien" an der Universität Erfurt sowie den Fachbereich Iranistik mit kurdischem Studienschwerpunkt der  Freien Universität Berlin verwiesen werden.

### Russische Forschungen
Auch das expandierende Russland hatte Kontakt mit dem Osmanischen Reich, allerdings oft kriegerischer Art (Russisch-Türkische Kriege). Russland wollte sich einen Zugang zum Schwarzen Meer und in den Kaukasus verschaffen, wenn nicht sogar Istanbul erobern. Die Russen kamen über den Kaukasus mit dem östlichen Teil des Osmanischen Reiches in Berührung, wo sie dann mit ihren Forschungen über die Kurden begannen. Zu nennen wären da der russische Diplomat aus Erzurum August Kościesza-Żaba, der 1879 ein französisch-kurdisches Wörterbuch mit Hilfe Mahmud Bayazidis veröffentlichte. Zum Zentrum der kurdischen Studien wurde die Universität Sankt Petersburg. Żaba und andere Diplomaten wie Basil Nikitin sammelten kurdische Handschriften und zeichneten mündliche Geschichten auf. Unter anderem wurde zum ersten Mal das Scherefname ins Russische übersetzt. Das Original des Werkes gelang nach dem Russisch-Iranischen Krieg von 1828 nach Sankt Petersburg.

## Kurdologie in der Türkei
Bedingt durch die türkische Politik wurden die Kurden jahrzehntelang nicht als Forschungsobjekt wahrgenommen. Einige Arbeiten über Kurden wie zum Beispiel von Fahrettin Kırzıoğlu dienten dazu, die Kurden als türkischstämmig oder als ein turanisches Volk darzustellen und standen im Einklang mit der türkischen Geschichtsthese. Erste Arbeiten, die von der staatlichen Hypothese abwichen, wurden von İsmail Beşikçi verfasst. Erst mit der Lockerung der türkischen Negierungspolitik gegenüber den Kurden erschienen akademische Arbeiten über die Kurden. An der 2007 gegründeten Mardin Artuklu Üniversitesi wurde am Institut für lebende Sprachen ein Lehrstuhl für kurdische Sprache und Literatur eingerichtet. Des Weiteren sollen auch an anderen Universitäten Kurdologie-Lehrstühle eingerichtet werden.

## Wichtige Quellen
Das kurdische Geschichtsbuch Scherefname ist hauptsächlich eine Quelle der Familiengeschichte der Fürsten und nicht für die sozialen und wirtschaftlichen Umstände des einfachen kurdischen Volkes. Diese sind in der Quelle Seyahatnâme (Reisebuch) des Evliya Çelebi beschrieben.

## Bedeutende Kurdologen
- Albert Socin
- Basil Nikitin
- Celile Celil
- Ferdinand Justi
- François Bernard Charmoy
- İsmail Beşikçi
- Margarita Borissowna Rudenko
- Martin van Bruinessen
- Mohammad Mokri
- Nikolai Jakowlewitsch Marr
- Roger Lescot
- Michael M. Gunter
- Mehmet Bayrak